# Roger Gyselinck
Roger Gyselinck (Wetteren, 17 settembre 1920 – Wetteren, 5 gennaio 2002) è stato un ciclista su strada belga.
Vinse tre tappe e la classifica generale del Deutschland Tour 1950.
Era uno specialista delle classiche del nord Europa, ottenne piazzamenti di rilievo in molte Classiche monumento ed in gare di primo piano come Freccia Vallone e Gand-Wevelgem; salì anche due volte sul podio del Giro del Belgio, nel 1949 e nel 1950.

## Palmares
- 1946 (Groene Leeuw/Rochet, una vittoria)

Erembodegem-Terjoden
Grand Prix Lucien Van Impe Individueel - Meere
- 1948 (Groene Leeuw/Rochet, una vittoria)

Sleidinge
- 1950 (Bismarck/Richet/La Gantoise/Groene Leeuw, vittorie)

4ª tappa Deutschland Tour (Aquisgrana > Gießen)
9ª tappa Deutschland Tour (Waldshut-Tiengen > Costanza)
13ª tappa, 2ª semitappa Deutschland Tour (Neumarkt in der Oberpfalz > Norimberga)
Classifica generale Deutschland Tour
- 1953 (Groene Leeuw/Girardenco, una vittoria)

Temse

### Altrsi successi
- 1942 (Indipendenti, una vittoria)

Aalst (criterium)
- 1944 (Indipendenti, una vittoria)

Sinaai (criterium)
- 1948 (Groene Leeuw/Rochet, due vittorie)

Nieuwerkerken-Aalst (criterium)
Zingem (criterium)
- 1949 (Groene Leeuw/Rochet, una vittoria)

Grote Prijs Georges Desplenter - Handzame (criterium)
- 1952 (Groene Leeuw, due vittorie)

Critérium de Renaix
Ronse (criterium)

## Piazzamenti

### Grandi giri
- Tour de France

1947: 43º
1949: ritirato (alla 11ª tappa)

### Classiche monumento
- Giro delle Fiandre

1950: 8º
1953: 39º
- Parigi-Roubaix

1948: 10º
1949: 8º
- Liegi-Bastogne-Liegi

1945: 13º
1946: 15º
1949: 3º
1950: 53º